# Wereldkampioenschappen zwemmen 2019 – 4×100 meter wisselslag vrouwen
De 4×100 meter wisselslag voor vrouwen op de wereldkampioenschappen zwemmen 2019 in Gwangju vond plaats op 28 juli 2019. Na afloop van de series kwalificeren de acht snelste ploegen zich voor de finale.

## Records
Voorafgaand aan het toernooi waren dit het wereldrecord en het kampioenschapsrecord
| Wereldrecord         | Verenigde Staten Kathleen Baker Lilly King Kelsi Worrell Simone Manuel | 3.51,55 | Boedapest | 30 juli 2017 |
| Kampioenschapsrecord | Verenigde Staten Kathleen Baker Lilly King Kelsi Worrell Simone Manuel | 3.51,55 | Boedapest | 30 juli 2017 |

## Uitslagen

### Series
| Rang | Serie | Baan | Namen               | Land | Tijd    | Bijz. |
| ---- | ----- | ---- | ------------------- | --- | ------- | ----- |
| 1    | 2     | 4    | Verenigde Staten    | Olivia Smoliga (58.79) Melanie Margalis (1:06.40) Katie McLaughlin (57.15) Mallory Comerford (53.05)           | 3:55.39 | Q     |
| 2    | 3     | 4    | Australië           | Kaylee McKeown (59.44) Jessica Hansen (1:06.99) Brianna Throssell (58.28) Madison Wilson (53.48)               | 3:58.19 | Q     |
| 3    | 2     | 6    | Italië              | Margherita Panziera (1:00.56) Arianna Castiglioni (1:06.68) Ilaria Bianchi (57.54) Federica Pellegrini (53.57) | 3:58.35 | Q     |
| 4    | 3     | 3    | Canada              | Kylie Masse (58.98) Kierra Smith (1:08.61) Rebecca Smith (58.04) Taylor Ruck (53.00)                           | 3:58.63 | Q     |
| 5    | 3     | 7    | China               | Fu Yuanhui (1:00.01) Yu Jingyao (1:07.28) Wang Yichun (58.13) Zhu Menghui (53.84)                              | 3:59.26 | Q     |
| 6    | 2     | 1    | Zweden              | Michelle Coleman (1:01.41) Sophie Hansson (1:07.33) Louise Hansson (57.43) Sarah Sjöström (53.23)              | 3:59.40 | Q     |
| 7    | 3     | 6    | Verenigd Koninkrijk | Georgia Davies (1:00.32) Molly Renshaw (1:08.00) Alys Thomas (58.77) Anna Hopkin (52.65)                       | 3:59.74 | Q     |
| 8    | 2     | 5    | Japan               | Natsumi Sakai (1:00.16) Reona Aoki (1:07.65) Hiroko Makino (58.17) Rika Omoto (53.89)                          | 3:59.87 | Q     |
| 9    | 2     | 2    | Duitsland           | Laura Riedemann (1:00.20) Anna Elendt (1:08.74) Angelina Köhler (57.95) Jessica Steiger (54.02)                | 4:00.91 |       |
| 10   | 3     | 2    | Nederland           | Kira Toussaint (1:00.04) Tes Schouten (1:08.45) Kim Busch (59.90) Femke Heemskerk (53.03)                      | 4:01.42 |       |
| 11   | 3     | 8    | Zwitserland         | Nina Kost (1:02.49) Lisa Mamie (1:06.80) Alexandra Touretski (58.68) Maria Ugolkova (53.88)                    | 4:01.85 |       |
| 12   | 3     | 5    | Rusland             | Darja Vaskina (1:01.08) Anna Beloesova (1:08.47) Svetlana Tsjimrova (58.33) Darja Oestinova (54.38)            | 4:02.26 |       |
| 13   | 1     | 5    | Zuid-Korea          | Im Da-sol (1:00.44) Back Su-yeon (1:08.70) Park Ye-rin (58.84) Jeong So-eun (55.40)                            | 4:03.38 |       |
| 14   | 2     | 7    | Hongkong            | Stephanie Au (1:01.12) Yeung Jamie Zhen Mei (1:08.92) Chan Kin Lok (1:00.45) Siobhan Haughey (53.03)           | 4:03.52 |       |
| 15   | 2     | 8    | Polen               | Alicja Tchórz (1:00.97) Weronika Hallmann (1:08.88) Paulina Nogaj (59.51) Katarzyna Wasick (54.91)             | 4:04.27 |       |
| 16   | 2     | 3    | Denemarken          | Mie Nielsen (1:01.79) Matilde Schroder (1:08.74) Jeanette Ottesen (58.55) Julie Kepp Jensen (55.25)            | 4:04.33 |       |
| 17   | 2     | 0    | Zuid-Afrika         | Mariella Venter (1:02.84) Tatjana Schoenmaker (1:07.16) Tayla Lovemore (59.34) Emma Chelius (55.78)            | 4:05.12 |       |
| 18   | 1     | 3    | Finland             | Mimosa Jallow (1:01.20) Ida Hulkko (1:07.35) Jenna Laukkanen (1:00.53) Laura Lahtinen (56.42)                  | 4:05.50 |       |
| 19   | 3     | 1    | Hongarije           | Katalin Burián (1:00.83) Anna Sztankovics (1:08.96) Liliána Szilágyi (59.25) Evelyn Verrasztó (56.57)          | 4:05.61 |       |
| 20   | 1     | 4    | Turkije             | Ekaterina Avramova (1:01.95) Viktoriya Zeynep Güneş (1:09.01) Aleyna Özkan (59.42) Selen Özbilen (55.34)       | 4:05.72 |       |
| 21   | 3     | 0    | Singapore           | Quah Jing Wen (1:05.07) Christie May Chue (1:11.02) Quah Ting Wen (59.95) Cherlyn Yeoh (55.34)                 | 4:11.67 |       |

### Finale
| Rang   | Baan | Namen | Land                | Tijd    | Bijz. |
| ------ | ---- | --- | ------------------- | ------- | ----- |
| Goud   | 4    | Regan Smith (57,57 WR) Lilly King (1.04,81) Kelsi Dahlia (56,16) Simone Manuel (51,86)                   | Verenigde Staten    | 3.50,40 | WR    |
| Zilver | 5    | Minna Atherton (59,06) Jessica Hansen (1.06,08) Emma McKeon (56,32) Cate Campbell (51,96)                | Australië           | 3.53,42 |       |
| Brons  | 6    | Kylie Masse (59,12) Sydney Pickrem (1.06,42) Margaret MacNeil (55,56) Penelope Oleksiak (52,48)          | Canada              | 3.53,58 |       |
| 4      | 3    | Margherita Panziera (59,77) Martina Carraro (1.06,87) Elena Di Liddo (57,33) Federica Pellegrini (52,53) | Italië              | 3.56,50 |       |
| 5      | 2    | Chen Jie (1.00,89) Yu Jingyao (1.06,42) Zhang Yufei (56,44) Yang Junxuan (53,36)                         | China               | 3.57,11 |       |
| 6      | 8    | Natsumi Sakai (59,48) Reona Aoki (1.06,58) Hiroko Makino (58,22) Rika Omoto (53,86)                      | Japan               | 3.58,14 |       |
| 7      | 7    | Michelle Coleman (1.01,42) Sophie Hansson (1.07,20) Louise Hansson (57,23) Sarah Sjöström (52,54)        | Zweden              | 3.58,39 |       |
| 8      | 1    | Georgia Davies (59,55) Molly Renshaw (1.07,72) Alys Thomas (58,56) Freya Anderson (53,55)                | Verenigd Koninkrijk | 3.59,38 |       |